# Keys to Your Love
"Keys to Your Love" er en sang fra det engelske band The Rolling Stones. Sangen blev skrevet af Mick Jagger og Keith Richards til deres opsamlingsalbum fra 2002 Forty Licks, hvor den var en ud af fire nye sange på albummet.
Musikerne der indspillede sangen til albummet, bestod kun af medlemmerne fra The Rolling Stones. Jagger sang, mens Richards og Ron Wood spillede guitarerne. Trommerne spillede Charlie Watts, mens bass og keyboards blev spillet af henholdsvis Darryl Jones og Chuck Leavell .

### Fodnote
1. ↑  Keys To Your Love